# オットー・ネルツ
オットー・ネルツ（Otto Nerz、1892年10月21日 - 1949年4月19日）は、ドイツの元サッカー選手、サッカー指導者。ドイツ代表の初代監督を務めた人物である。

## 経歴
ネルツはVfRマンハイムやテニス・ボルシア・ベルリンのアマチュア選手としてプレーをしていたが、当時のドイツ国内ではサッカーの地位は低く、中欧のサッカー先進国（オーストリア、ハンガリー、チェコスロバキア、イタリア）との間には実力差があった。ネルツは指導者の道へ進み、1923年にドイツ代表監督に就任すると、ジミー・ホーガンやフーゴ・マイスル、ヴィットリオ・ポッツォといった名将達の指導法を研究し、時にはアドバイスを求め、同国の選手強化に努めた。
ドイツは1930年に行われたFIFAワールドカップ・ウルグアイ大会への参加は見送ったが、1934年のFIFAワールドカップ・イタリア大会で初めてワールドカップへ出場した。この時期にはネルツの指導が実り、ヨーロッパでもトップクラスの実力を身につけており、3位決定戦では強豪のオーストリアを下し3位入賞に導いた。この成功により、ドイツ国内においてのサッカー人気は高まりを見せた。
1933年にネルツはナチス党に入党した。これにより1936年に地元開催されたベルリンオリンピックの為の、あらゆる強化支援が受けられることが出来た。しかし本大会では準々決勝でノルウェーに0-2で敗れると責任を問われ、大会終了後に監督を解任された。なお後任監督には彼の下でアシスタントコーチを務めていたゼップ・ヘルベルガーが就任した。その後、ネルツはベルリンサッカー協会の監督およびコーチを務めていた。
1945年、第二次世界大戦のベルリン攻防戦の後、ナチス党へ協力した罪に問われ連合軍の捕虜となった。ネルツは4年後の1949年4月18日に収容所内で亡くなり、遺体は収容所内の集団墓地に埋葬された。